# Rain Tree
Rain Tree(레인 트리)는 아키모토 야스시가 프로듀스한 일본의 17인조 여성 아이돌 그룹이다. 2024년 10월 8일에 결성했다.

## 개요
2023년 4월부터 시작된 IDOL3.0 PROJECT에서 낙선된 파이널리스트 중 17명에 의해 결성되었다.

## 멤버
| 멤버명             | 이름            | 일본어 표기 | 생년월일               | 출신지     | 비고 |
| ------------------ | --------------- | ----------- | ---------------------- | ---------- | ---- |
| 이치(イチ)         | 이치하라 츠무기 | 市原紬希    | 2004년 11월 7일(20세)  | 지바현     |      |
| 이치고(イチゴ)     | 엔도 리노       | 遠藤莉乃    | 2006년 12월 1일(18세)  | 사이타마현 |      |
| 카와짱(カワチャン) | 요시가와 우미   | 吉川海未    | 2006년 12월 1일(18세)  | 가나가와현 |      |
| 키나코(キナコ)     | 카토 슈우       | 加藤柊      | 2005년 7월 13일(20세)  | 홋카이도   |      |
| 코토리(コトリ)     | 아야세 코토리   | 綾瀬ことり  | 2006년 6월 12일(19세)  | 아이치현   |      |
| 사나(サナ)         | 사토 리카       | 佐藤莉華    | 2002년 7월 9일(23세)   | 이바라키현 |      |
| 다마(タマ)         | 나가세 마리     | 永瀬真梨    | 2005년 4월 27일(20세)  | 지바현     |      |
| 챠이(チャイ)       | 아사미야 히나타 | 朝宮日向    | 2001년 12월 25일(23세) | 지바현     |      |
| 니이(ニイ)         | 니이노 후우카   | 新野楓果    | 2000년 10월 8일(24세)  | 이바라키현 |      |
| 페로(ペロ)         | 미즈노 노아     | 水野乃愛    | 2005년 8월 8일(20세)   | 히로시마현 |      |
| 마카론(マカロン)   | 카다세 마나카   | 片瀬真花    | 2006년 2월 2일(19세)   | 도쿄도     |      |
| 마키(マキ)         | 하시모토 마키   | 橋本真希    | 1998년 4월 30일(27세)  | 사이타마현 |      |
| 마리오(マリオ)     | 나가마타 미키   | 仲俣美希    | 2000년 12월 22일(24세) | 도쿄도     |      |
| 미러(ミラン)       | 쿠로사와 카렌   | 黒澤禾恋    | 2008년 3월 12일(17세)  | 가나가와현 |      |
| 리이(リー)         | 하야마 리코     | 葉山莉瑚    | 2005년 3월 17일(20세)  | 가나가와현 |      |
| 링링(リンリン)     | 스즈노 미오     | 鈴野みお    | 2009년 1월 21일(16세)  | 사이타마현 |      |
| 로제(ロゼ)         | 모모세 스즈나   | 百瀬紗菜    | 2002년 8월 15일(22세)  | 칸사이     |      |

## 음반

### 착신 싱글
| # | 발매            | 타이틀                    |
| - | --------------- | ------------------------- |
| 1 | 2025년 1월 29일 | I L U 아이 엘 유          |
| 2 | 2025년 5월 28일 | つまり 즉                 |
| - | 2025년 6월 28일 | 恋愛変格活用 연애변격활용 |